# Aaron Ciammaglichella
Aaron Ciammaglichella (* 26. ledna 2005) je italský fotbalista, který hraje na pozici záložníka za klub Turín FC.

## Klubová kariéra
V roce 2015 přestoupil do mládežnické akademie Turína, kde se vypracoval do klíčového hráče akademie. V září 2022 byl anglickým deníkem The Guardian vyhlášen jedním z nejlepších hráčů na celém světě narozených v roce 2005.

## Reprezentační kariéra
Ciammaglichella se narodil v Itálii etiopskému otci a italské matce. Je mládežnickým reprezentantem Itálie, hrál za Itálii U15 a U17.